# كريستينه لامبريشت
كريستينه لامبريشت (بالألمانية: Christine Lambrecht) (مواليد 19 حزيران/يونيو 1965 في مانهايم)، محامية وسياسية ألمانية تنتمي إلى الحزب الاجتماعي الديمقراطي (SPD)، تشغل منذ 27 حزيران/يونيو 2019 منصب الوزيرة الاتحادية للعدل وحماية المستهلك ومنصب الوزيرة الاتحادية لشؤون الأسرة وكبار السن والنساء والشباب منذ 20 أيار/مايو 2021 في حكومة المستشارة أنغيلا ميركل. عملت سابقًا كواحدة من اثنين من وزراء الدولة البرلمانيين في وزارة المالية من 2018 حتى 2019.  وقبل ذلك شغلت العديد من الأدوار داخل المجموعة البرلمانية لحزبها بما في ذلك منصب نائبة رئيس المجموعة البرلمانية.

## روابط خارجية
- كريستينه لامبريشت على موقع IMDb (الإنجليزية)
- كريستينه لامبريشت على موقع مونزينجر (الألمانية)